# Patient Number 9 (singolo)
Patient Number 9 è un singolo del cantante britannico Ozzy Osbourne, pubblicato il 24 giugno 2022 come primo estratto dal suo dodicesimo album in studio Patient Number 9. Il brano vede la collaborazione del chitarrista Jeff Beck.

## Descrizione
Parlando del brano, Ozzy ha dichiarato:
Il brano ha ricevuto 2 nomination ai Grammy Awards 2023: miglior canzone rock e miglior interpretazione rock.

## Video musicale
Il video ufficiale del brano, diretto da Todd McFarlane e M. Wartella, incorpora disegni dello stesso Osbourne: «I miei demoni sono stati animati e possono essere visti durante l'assolo di chitarra di Jeff Beck nella canzone».

## Tracce
Testi e musiche di Ozzy Osbourne, Andrew Watt, Robert Trujillo, Chad Smith e Ali Tamposi.
1. Patient Number 9 – 7:21

## Formazione
- Ozzy Osbourne – voce
- Andrew Watt – chitarra, tastiera, cori
- Zakk Wylde – chitarra, tastiera
- Jeff Beck – chitarra
- Robert Trujillo – basso
- Chad Smith – batteria

## Classifiche
| Classifica (2022)                | Posizione massima |
| -------------------------------- | ----------------- |
| Canada (rock)                    | 2                 |
| Stati Uniti (hard rock)          | 1                 |
| Stati Uniti (rock)               | 17                |
| Stati Uniti (rock & alternative) | 22                |